# Beija-flor-de-veste-verde
Colibri-de-gravata-dos-mangais ou beija-flor-de-veste-verde (nome científico: Anthracothorax viridigula) é uma espécie de beija-flor da subfamília Polytminae. Pode ser encontrada no Brasil, Guianas, Trinidad e Venezuela.

## Taxonomia e sistemática
A manga de garganta verde foi descrita pelo polímata francês Georges-Louis Leclerc, conde de Buffon em 1780 em sua Histoire Naturelle des Oiseaux a partir de um espécime coletado em Caiena, Guiana Francesa. O pássaro também foi ilustrado em uma placa colorida à mão gravada por François-Nicolas Martinet nas Planches Enluminées D'Histoire Naturelle que foi produzida sob a supervisão de Edme-Louis Daubenton para acompanhar o texto de Buffon. Nem a legenda da placa nem a descrição de Buffon incluíam um nome científico, mas em 1783 o naturalista holandês Pieter Boddaert cunhou o nome binomial Trochilus viridigula em seu catálogo dos Planches Enluminées . A manga-de-garganta-verde é agora colocada no gênero Anthracothorax que foi introduzido pelo zoólogo alemão Friedrich Boie em 1831. A espécie é monotípica.
O nome genérico combina o grego antigo antraz que significa "carvão" (ou seja, preto) e thōrax que significa "peito". O epíteto específico viridigula é do latim viridis que significa "verde" e gula que significa "garganta".

## Descrição
A manga de garganta verde é 10.5 to 12.5 cm (4.1 to 4.9 in) longo. Os machos pesam 7.5 to 8.5 g (0.26 to 0.30 oz) e fêmeas cerca de 6.0 g (0.21 oz) . O bico preto comprido é ligeiramente curvado. O macho tem as partes superiores verde-bronze brilhantes. Sua garganta e partes inferiores são verdes com uma linha central preta no peito e na barriga. As penas centrais da cauda são marrom-escuras a verdes e as outras roxas brilhantes, e as mais externas têm pontas azul-escuras. As partes superiores da manga de garganta verde feminina também são verde-bronzeadas com um tom mais avermelhado do que a do macho. Ela tem partes inferiores brancas com uma faixa central preta. A cauda é como a do macho, mas com pontas brancas nas penas mais externas. Os juvenis se assemelham às fêmeas, mas têm partes inferiores castanhas.
Esta espécie é muito semelhante à manga-de-garganta-preta intimamente relacionada. Embora o macho da manga-de-garganta-verde tenha um preto menos extenso no ventre, nem sempre esta e outras diferenças de plumagem são fáceis de confirmar em campo, pois as aves podem aparecer todas pretas. As fêmeas das duas espécies podem ser quase inseparáveis, embora a garganta verde tenha as partes superiores acobreadas mais extensivamente do que seu parente.

## Distribuição e habitat
A manga verde-de-garganta é encontrada na costa do nordeste da Venezuela através da Guiana, Suriname e Guiana Francesa no Brasil até o Maranhão e ao longo do rio Amazonas no interior até o rio Negro . Também é encontrado em Trinidad, mas não em Tobago . Habita manguezais, savanas úmidas de planície e paisagens pantanosas semelhantes com grandes árvores espalhadas. Em altitude varia do nível do mar a 500 m (1,600 ft).

## Comportamento

### Movimento
A manga-de-garganta-verde é sedentária na parte costeira de sua extensão; no interior move-se sazonalmente para acompanhar a floração das árvores.

### Alimentando
A manga-de-garganta-verde se alimenta do néctar de árvores floridas altas, onde os machos defendem territórios de alimentação. A espécie também é notavelmente insetívora, capturando pequenas presas de artrópodes na asa ou coletando da folhagem.

### Reprodução
Ninhos de manga-de-garganta-verde foram encontrados durante todo o ano, embora nas Guianas a maioria tenha sido observada entre janeiro e março. As fêmeas constroem um ninho em forma de xícara em um galho horizontal exposto de uma grande árvore, normalmente com pelo menos 10 m (33 ft) acima do solo. O tamanho da ninhada é de dois ovos. O tempo de incubação é de 14 a 15 dias com a criação de filhotes geralmente 24 a 25 dias após a eclosão.

### Vocalização
A manga de garganta verde não é muito vocal. Sua música foi descrita como um "trinado muito alto, levemente descendente, como 'f'srrrrrrih-tjew tjuh'". Faz um chamado "chep...chep..." em voo ou quando paira sobre flores.

## Status
A IUCN avaliou a manga-de-garganta-verde como sendo de menor preocupação, embora seu tamanho populacional não seja conhecido e acredita-se que esteja diminuindo. Geralmente é localmente comum na zona costeira e menos ao longo da Amazônia. É raro em Trinidad devido à perda de habitat.